# Stefano della Bella

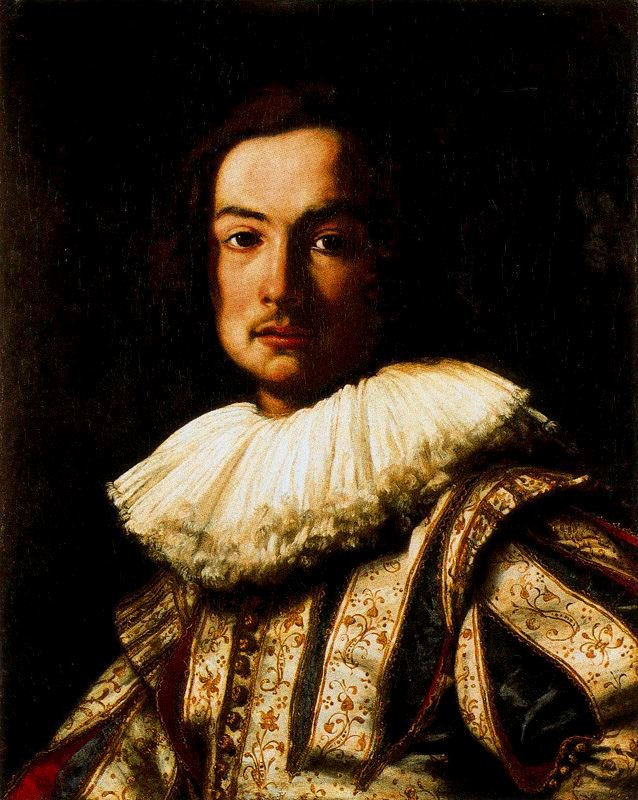
Carlo Dolci: Stefano Della Bella (1631). Öl auf Leinwand, 59 × 48 cm; Galleria Palatina, Palazzo Pitti, Florenz

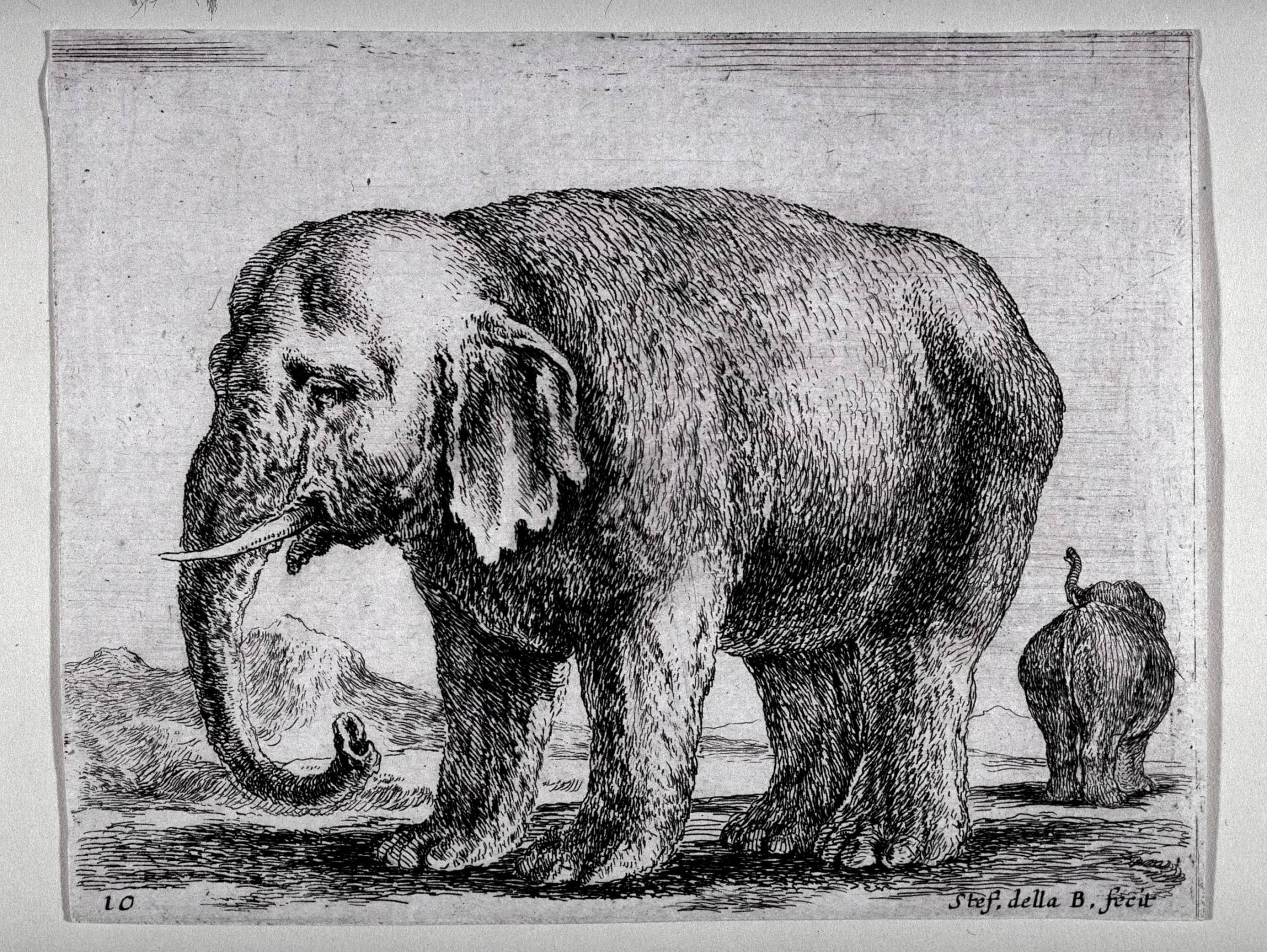
Stefano della Bella: Elefant (1641, Radierung)

Stefano della Bella (* 18. Mai 1610 in Florenz; † 16. Juli 1664 in Florenz) war ein italienischer Zeichner und Radierer.

## Leben und Werk
Stefano della Bella erhielt zunächst in Florenz eine Ausbildung als Goldschmied und arbeitete als Kupferstecher bei Orazio Vanni. Die Ätztechnik der Kupferradierung erlernte er bei Remigio Cantagallina, der wiederum Jacques Callot bei dessen Aufenthalt in Florenz zwischen 1612 und 1621 in die Technik weiter eingeführt hatte. Insbesondere die figürliche Darstellungen Callots inspirierten die ersten Drucke della Bellas. Für Galileo Galileis Werk Dialogo sopra i due massimi sistemi del mondo (1632) schuf er eine Radierung, die als erste italienische Kopernikus-Darstellung gilt. Erwin Panofsky war der Meinung, dass della Bella keine Portraitähnlichkeit anstrebte, sondern Kopernikus als archetypischen Gelehrten darstellen wollte. Die besondere Förderung durch Lorenzo di Fernando de’ Medici (1599–1648) ermöglichte Stefano della Bella zwischen 1633 und 1636 einen Studienaufenthalt in Rom. Hier machte er mit einer umfangreichen Radierung, die den Einzug des polnischen Botschafters in Rom im Jahr 1633 darstellt, auf sich aufmerksam.
Auf Vermittlung des Botschafters der Toskana, Alessandro del Nero, ging Stefano della Bella 1642 nach Paris, wo er sich sieben Jahre aufhielt. Im Auftrag von Kardinal Richelieu fertigte er Serien an zur Landung der Engländer auf der Insel Ré und zu den Belagerungen von La Rochelle und Arras. 1650 kehrte Stefano della Bella nach Florenz zurück, ausgestattet mit einer komfortablen Pension des Großherzogs der Toskana, dessen Sohn Cosimo er im Zeichnen unterrichtete.
Stefano della Bella hinterließ ein umfangreiches Werk von über tausend Zeichnungen und Radierungen, darunter insbesondere Schlachten-, Militär- und Jagddarstellungen, Karten und Dekorationen, Seestücke, Capriccios und Tierserien. Den Kadaver des in Florenz im Jahre 1655 verendeten weiblichen Elefanten Hansken hielt er in einer Zeichnung fest.